# 루크 고스
루크 고스(Luke Goss, 1968년 9월 29일 ~ )는 잉글랜드의 배우이자 밴드 브로스의 드럼 연주자이다. 영국에서 태어났다.

## 출연 작품

### 영화
- 지그재그 (2002, Zig Zag)
- 블레이드 2 (2002)
- Charlie (2004)
- 실버 호크 (2004)
- 더 맨 (2005)
- Cold & Dark (2005)
- 시크릿 다이어리: 런던은 사랑중 (2005, Private Moments)
- 왕과의 하룻밤 (2006)
- 정의의 용병 (2006)
- 13 Graves (2006)
- Shanghai Baby (2007)
- 언어스드 (2007)
- Bone Dry (2008)
- Deep Winter (2008)
- 헬보이 2: 골든 아미 (2008)
- 철권 (2009)
- 지구 멸망 (2009, Annihilation Earth)
- 데스 레이스 2 (2010)
  - 데스 레이스: 인페르노 (2012)
- 크로스 라인 (2010, Across the Line: The Exodus of Charlie Wright)
- Pressed (2011)
- 인사이드 (2011)
- 블러드 아웃 (2011, Blood Out)
- 세븐 빌로우 (2012)
- 히트맨 NO.2: 살인면허 (2012)
- 라스트 에너미 (2013, Dead Drop)
- Life Tracker (2013)
- Lost Time (2014)
- Throwdown (2014)
- 특별수사대 (2014, April Rain)
- 악녀: 더 킬러 (2015)
- 오퍼레이터 (2015, Operator)
- 런어웨이-72 (2015, AWOL72)
- 대전차 특공대: 스페셜 포스 (2015, War Pigs)
- 크로씽 포인트 (2016, Crossing Point)
- 카르텔스 (2016)
- Mississippi Murder (2017)
- 유어 무브 (2017, Your Move)
- Bros: After the Screaming Stops (2018)
- No More Mr Nice Guy (2018)
- 트래픽 (2018)
- 할로우 포인트 (2019, Hollow Point)
- 라스트 보이 (2019, The Last Boy)
- 블랙머니 (2020, Paydirt)
- 킬러: 끝까지 살아남아라 (2020, Legacy)
- R.I.A: 사이보그 그녀 (2021, R.I.A.)

### 텔레비전
- Frankenstein (2004)
- 프린지 (2009)
- 엘도라도: 태양의 신전 (2010)
- 엘도라도: 황금의 도시 (2010)
- Red Widow (2013)